# Hello Denise!
Hello Denise! (Denise Calls Up) è un film del 1995 scritto e diretto da Hal Salwen.
È stato presentato nella Settimana internazionale della critica al 48º Festival di Cannes.

## Trama
Serie di storie paradossali (negli anni novanta) in cui tutte le comunicazioni avvengono attraverso mezzi (telefono, cellulare, fax, computer) senza che vi sia alcun contatto diretto. La protagonista, Denise, cerca di contattare il padre biologico del bambino che sta per avere, che le aveva anonimamente donato lo sperma. Un'altra coppia senza mai conoscersi personalmente inizia una relazione fatta di sesso virtuale. Party e funerali restano deserti perché tutti hanno paura di avere il minimo contatto veramente umano.

## Riconoscimenti
- Festival di Cannes 1995
  - Menzione speciale Caméra d'or
- Festival del cinema americano di Deauville 1995
  - Premio della giuria